# ولادیسلاو خداسویچ
ولادیسلاو خداسویچ (روسی: Владисла́в Фелициа́нович Ходасе́вич؛ ۲۸ مهٔ ۱۸۸۶ – ۱۴ ژوئن ۱۹۳۹) شاعر، روزنامه‌نگار، نویسنده، منتقد ادبی، مترجم و تاریخ‌نگار اهل امپراتوری روسیه بود.
وی رهبری رهبران مهاجر روسی در دایره برلین را بر عهده داشت.

## زندگی

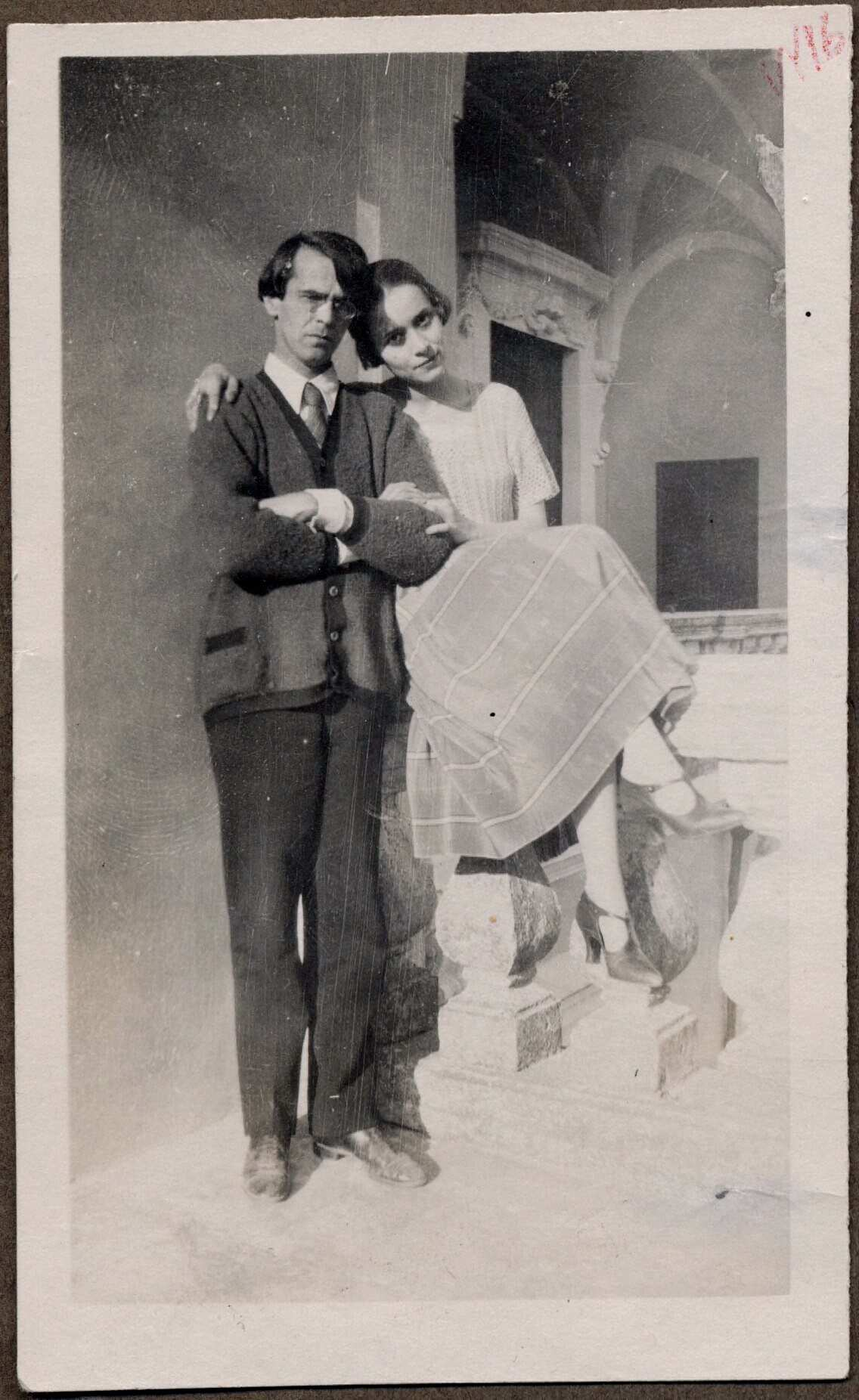
ولادیسلاو خداسویچ و نینا بربروا در سورنتو، ۱۹۲۵

ولادیسلاو در ۲۸ مه ۱۸۸۶ در مسکو متولد شد. وی با نینا بربروا ازدواج کرد. متعاقب انقلاب اکتبر و تحولات عمیق حاصل از آن وی به همراه همسر نویسنده و شاعرش روسیه را ترک کردند. ابتدا به برلین و سپس به نقاط دیگری در اروپا رفتند و در نهایت در سال ۱۹۲۵ در پاریس اقامت گزیدند.

## کارها
- Khodasevich, Vladislav. 2014. Selected Poems, 1st Edition. Peter Daniels (Translator), Michael Wachtel (Introduction). The Overlook Press. 2014. ISBN 1-4683-0810-6, ISBN 978-1-4683-0810-5